# Бунге, Николай Андреевич
Николай Андреевич Бунге (нем. Nikolai Christian Konstantin von Bunge; 1842—1915) — русский химик, заслуженный профессор Киевского университета.

## Биография
Родился 3 (15) декабря 1842 года в Варшаве.
С 1858 по 1861 год учился в 1-й Киевской гимназии, которую окончил с серебряной медалью. Затем учился на естественном отделении физико-математического факультета Киевского университета Св. Владимира, который окончил в 1865 году со степенью кандидата и по представлению профессора И. А. Тютчева был оставлен стипендиатом для приготовления к профессорскому званию по кафедре химии, сначала на два года, затем ещё на полгода — до 1 января 1868 года. Защитив магистерскую диссертацию «О нитрозосоединениях» 22 марта 1868 года был утверждён в учёной степени магистра химии и на два года командирован за границу. В начале 1870 года был избран доцентом технической химии (утверждён в должности 31 июля) и направлен ещё на один год за границу для ознакомления с химико-техническими производствами. Защитил докторскую диссертацию «К вопросу об электролизе химических соединений», 15 января 1871 года утверждён Советом университета в степени доктора химии и в августе приступил к чтению лекций; 13 ноября 1871 года был утверждён экстраординарным профессором, а 6 мая 1874 года — ординарным профессором по кафедре технической химии. С 12 июня 1881 года — декан физико-математического факультета.
С 29 декабря 1882 года — действительный статский советник. Был награждён орденами Св. Станислава 1-й ст. (1893) и 2-й ст. (1874), Св. Владимира 3-й ст. (1889), Св. Анны 2-й ст. (1877).
С 1873 по 1905 год Бунге состоял председателем Киевского отделения Императорского русского технического общества, а в 1872—1891 годах — заместителем председателя Киевского общества естествоиспытателей.
Работы Бунге относятся частью к чистой, частью к технической химии (касаются различных производств: виноделия, свеклосахарного производства и др.); из них по чистой химии наиболее заметны исследования по электролизу органических кислот.
Ценным вкладом в русскую химико-техническую литературу представляется «Химическая технология», 1-й выпуск которой трактует о воде, 2-й о топливе. Кроме того, под редакцией Бунге был составлен библиографический «Указатель русской литературы по чистым и прикладным наукам» с 1872—1881 (10 томов, Киев, 1873—1882) и такой же указатель литературы (русской и иностранной) по химической технологии (с 1873—1881). В течение этих восьми лет он вёл библиографию сочинений и работы по химической технологии в «Журнале» русского физико-химического общества.
Бунге помогал в организации газового, электрического, водяного снабжения в Киеве, а также при строительстве канализации и санитарной станции города. Был одним из инициаторов учреждения Киевского политехнического института (1898).
Умер 31 декабря 1914 (13 января 1915) года; по разным источникам — в Киеве или в швейцарском Кларане (похоронен в Киеве).

## Семья
Был женат с 1873 года на Евгении Шиповской (1850—?), дочери дежурного штаб-офицера управления Киевского, Волынского и Подольского генерал-губернатора Порфирия Андреевича Шиповского. Их дети:
- дочь (1874—?)[6]
- Николай (1885–1921).